# Going Down in LA-LA Land
Going Down in LA-LA Land è un film del 2011 scritto e diretto da Casper Andreas e basato sul romanzo omonimo di Andy Zeffer.

## Trama
Incapace di trovare lavoro come attore a New York, Adam decide di provare a Los Angeles e lì si trasferisce con la sua eccentrica ma adorabile amica Candy. Adam viene assunto come receptionista presso un'agenzia di talenti, ma viene licenziato per essersi presentato in ritardo un giorno. Adam fa conoscenza con Nick, un ragazzo della palestra che lavora come regista e fotografo. Nick aiuta Adam a trovare un lavoro con la Jet Set Productions, una società che produce pornografia gay.
Al giovane viene offerto del denaro extra per apparire nei video dell'azienda, ma egli insiste sul fatto che vuole lavorare solo dietro la telecamera. Nick, che ora sta frequentando Adam, lo convince ad apparire in un video di masturbazione solista sotto il nome di "Andrew" per poter così pagare l'affitto. Dopo aver realizzato altri video, il suo capo Ron gli racconta della sua attività di escort in cui accoppia attori con clienti di alto profilo.
Attraverso il suo lavoro, Adam viene presentato a John, un attore di successo della popolare sitcom televisiva Life Lessons. I due iniziano a vedersi regolarmente e John offre ad Adam un lavoro come suo assistente che egli accetta felicemente. Successivamente Adam incontra Nick, che gli chiede soldi dopo che la sua dipendenza dalla metanfetamina gli ha fatto perdere il lavoro. Nick si scusa per come ha trattato Adam e poi se ne va.
Qualche tempo dopo, la carriera di porno star di Adam diventa notizia principale di diversi tabloid. John temendo per la propria carriera se venisse in qualche modo associato ad Adam, lo licenzia. Candy consiglia all'amico di approfittare della sua nuova fama, ma il ragazzo disperato tenta il suicidio ingerendo alcol e pillole.
Mentre si trova in ospedale, John, ignorando di quanto accaduto, chiede ad Adam di incontrarsi. Adam dice a John di amarlo ma che non può tornare a mantenere segreta la loro relazione. Adam decide quindi di trasferirsi a Miami per capire cosa vuole fare nella vita. Mentre fa i bagagli, John si presenta nel suo appartamento e dice che vuole che Adam torni nella sua vita. I due escono all'aperto dove un gruppo di paparazzi li stava aspettando e si baciano davanti alle telecamere prima di andarsene.

## Accoglienza

### Critica
Variety Variety ha suggerito che il regista Casper Andreas, i cui primi due film sono minimizzati come "inseguimenti insignificanti", "mostra segni di maturità di talento" con questo film. Hanno concluso che il film era "uno sguardo lucido ma divertente sulle realtà biz da una prospettiva gay... ben realizzata e divertente."
Glenn Payne della rivista Out ha definito la scelta di Ludwinski nel ruolo di Adam "perfetta", descrivendo la sua performance come "rinfrescante e inaspettata". Nella stessa recensione, Payne osserva che "Andreas come regista ha cementato la sua forma stilistica con questo film e ha fatto passi da gigante dal suo debutto nel 2004 con Slutty Summer". Anche Allison Lane è elogiata per la sua "esibizione amabile ma anche correlabile".

## Colonna sonora
L'album Going Down in LA-LA Land: (Music from the Motion Picture) è stato pubblicato il 30 marzo 2012 dalla Embrem Entertainment. La colonna sonora presenta vari artisti tra cui musica di Candy Apple Blue, SIRPAUL e Adam Joseph.

## Riconoscimenti
- 2011 - Barcelona International Gay & Lesbian Film Festival
  - Miglior film
- 2011 - Iris Prize Festival
  - Miglior attrice a Allison Lane
- 2013 - TLA Gaybies
  - Miglior commedia gay